# Municipio de Chatfield (Dakota del Norte)
El municipio de Chatfield (en inglés: Chatfield Township) es un municipio ubicado en el condado de Bottineau en el estado estadounidense de Dakota del Norte. En el año 2010 tenía una población de 44 habitantes y una densidad poblacional de 0,47 personas por km².

## Geografía
El municipio de Chatfield se encuentra ubicado en las coordenadas 48°35′17″N 101°7′17″O / 48.58806, -101.12139. Según la Oficina del Censo de los Estados Unidos, el municipio tiene una superficie total de 93.09 km², de la cual 92,93 km² corresponden a tierra firme y (0,16 %) 0,15 km² es agua.

## Demografía
Según el censo de 2010, había 44 personas residiendo en el municipio de Chatfield. La densidad de población era de 0,47 hab./km². De los 44 habitantes, el municipio de Chatfield estaba compuesto por el 100 % blancos. Del total de la población el 0 % eran hispanos o latinos de cualquier raza.